# Sphaerosporella
Sphaerosporella es un género de hongos de la familia Pyronemataceae.